# Île Necker (Hawaï)
Pour les articles homonymes, voir Necker Island.
L'île Necker (en hawaïen Mokumanamana) est une petite île des îles hawaïennes du Nord-Ouest, dans l'océan Pacifique.

## Géographie

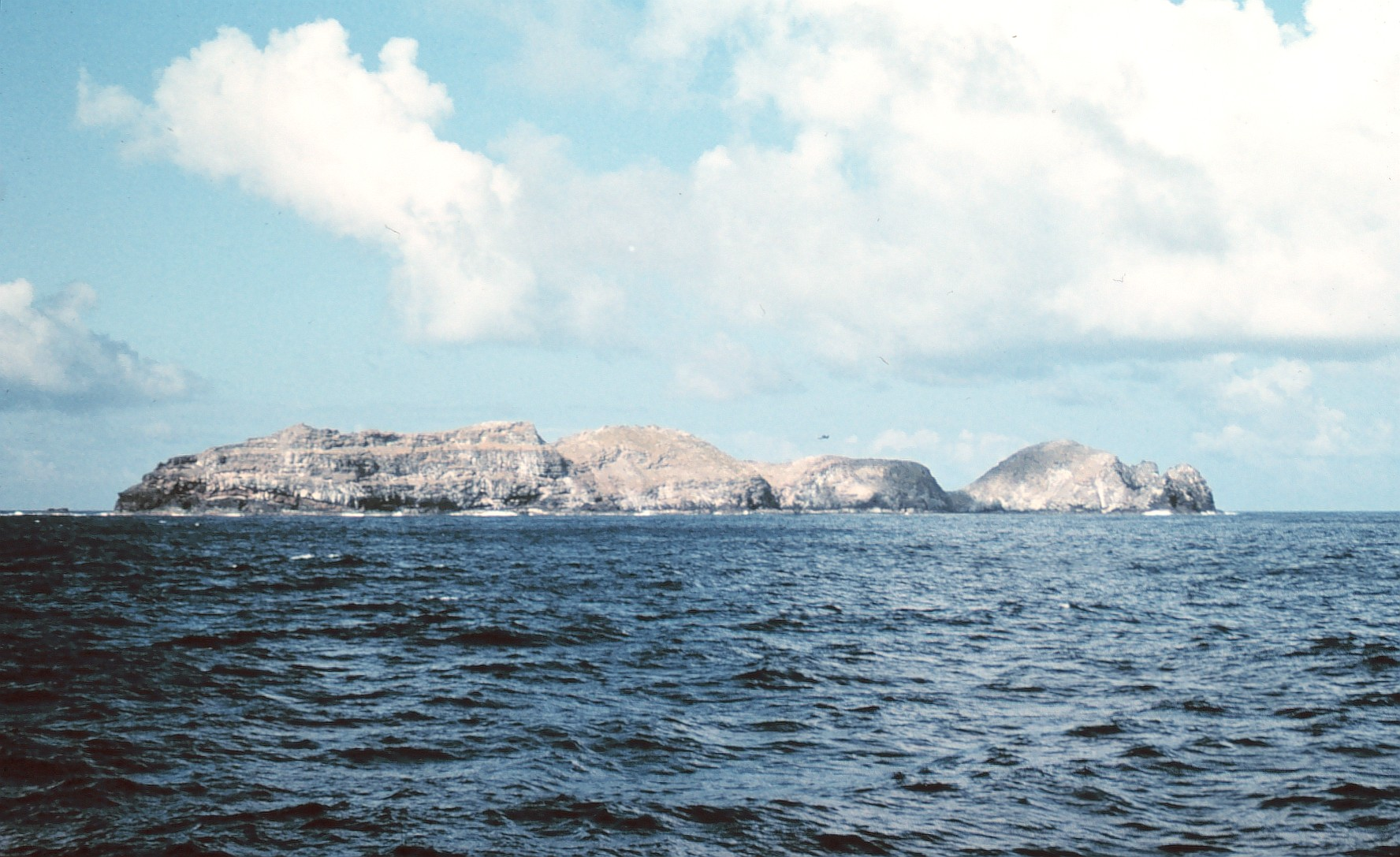
Necker Island, Hawaï.

Située à 13 kilomètres au nord du tropique du Cancer, à 249 km au nord-ouest de Nihoa et 690 km au nord-ouest d'Honolulu,  l'île a une superficie de 182 890 m2. Elle est escarpée avec des flancs pentus et n'offre que peu de terrain[pas clair]. Son altitude maximale est de 84 m.  L'île fait partie du Hawaiian Islands National Wildlife Refuge au sein du Monument national marin de Papahānaumokuākea.

## Histoire
Quelques signes d'un long habitat humain ont été trouvés. L'île abritait surtout 33 sanctuaires de pierres et des artefacts comme ceux que l'on trouve sur les îles principales d'Hawaï. Les anthropologistes pensent donc que l'île servait comme site pour les cérémonies religieuses. Selon les mythes et les légendes du peuple de l'île de Kauai qui se trouve au sud-est, Necker Island était le dernier refuge connu pour une race mythique de « petites personnes » appelées les Menehunes. Selon la légende, les Menehunes s'installèrent sur Necker Island après avoir été chassés de Kaua'i par les plus puissants Polynésiens et par la suite construisirent les différentes structures de pierre. Il est dit que les visites sur l'île ont débuté quelques centaines d'années après que les îles principales d'Hawaï furent peuplées et s'arrêtèrent quelques centaines d'années avant les premiers contacts avec les Européens. 
Sur la base d'un routier découvert en 1762 qui mentionne l'île, l'explorateur français Jean-François de La Pérouse est le premier Européen à la visiter en 1786 lors de son expédition et la nomme d'après Jacques Necker, ancien ministre des Finances de Louis XVI.
À cause de l'usage de l'île comme site cérémoniel et religieux dans l'Ancien Hawaï (nom donné au temps d'avant l'unification en royaume d'Hawaï en 1810), l'île fut ajouté au Registre national des lieux historiques en 1988.